# Os Dois Balcões
Os Dois Balcões, também denominada Homem de Compleição Malsã Escutando o Barulho do Mar (em francês, Homme d'une Complexion Malsaine, Écoutant le Bruit de la Mer, ou Les Deux Balcons), é uma pintura a óleo sobre madeira, medindo 23,5 cm de altura por 34,5 cm de largura, executada em 1929 pelo pintor surrealista catalão Salvador Dalí. A obra insere-se no contexto da produção de Dalí ultimada no verão de 1929, em Cadaqués, na Catalunha, um dos períodos mais criativos do autor.
Após colaborar com Luis Buñuel na concepção do roteiro de Um Cão Andaluz, em janeiro de 1929, Salvador Dalí, por recomendação de Joan Miró, assinou um contrato com o marchand e poeta belga Camille Goemans, pelo qual se comprometia a entregar à Galeria Goemans de Paris toda a sua produção pictórica executada durante um período de sete meses, recebendo em contrapartida 1.000 francos mensais. Paralelamente, o pintor deveria selecionar as obras que seriam expostas em sua primeira mostra individual, realizada entre 20 de novembro e 5 de dezembro do mesmo ano.
Como resultado, Dalí ficou durante meses isolado, completamente absorto na execução das pinturas. Surgiram desse contexto algumas de suas maiores obras-primas, como O Grande Masturbador (Museu Reina Sofia, Madri), Prazeres Iluminados (Museu de Arte Moderna, Nova Iorque), O Enigma do Desejo (Pinakothek der Moderne, Munique), O Jogo Lúgubre e Acomodações do Desejo (em coleções particulares).
Os Dois Balcões foi a última obra a ser realizada desse ciclo de pinturas executadas por Dalí para a sua primeira mostra individual. Como as demais, a obra aborda o tema da "infância complexa". Na composição, Dalí se auto-retratou entre a porção duplicada da fachada casa de seu pai, com os dois balcões. A obra faz referência à "luta" ou "disputa" com o irmão homônimo, falecido pouco após o próprio nascimento - antes do nascimento do artista.
A obra foi adquirida durante a década de 1940 pelo colecionador brasileiro Raymundo Ottoni de Castro Maya e legada ao Museu da Chácara do Céu (equipamento dos Museus Castro Maya), no Rio de Janeiro. Em 24 de fevereiro de 2006, um bando armado invadiu o Museu da Chácara do Céu e roubou a obra, juntamente com outras três pinturas: A Dança, de Pablo Picasso, Marinha, de Claude Monet, e Jardim de Luxemburgo, de Henri Matisse. As quatro obras, todas tombadas pelo Instituto do Patrimônio Histórico e Artístico Nacional, permanecem desaparecidas.